# Partido Ramallo
Ramallo ist ein Partido im Norden der Provinz Buenos Aires in Argentinien. Laut einer Schätzung von 2019 hat der Partido 37.335 Einwohner auf 1.040 km². Der Verwaltungssitz ist die Ortschaft Ramallo. Der Partido wurde 1864 von der Provinzregierung geschaffen.

## Orte
Ramallo ist in 5 Ortschaften und Städte, sogenannte Localidades, unterteilt.
- Ramallo (Verwaltungssitz)
- El Paraíso
- Pérez Millán
- Villa Ramallo
- Villa General Savio

## Wirtschaft
Die Stadt Ramallo hat einen wichtigen Hafen am Rio Paraná. Die Hauptprodukte der Region sind landwirtschaftliche Güter, Viehfutter und Industriepflanzen. Dazu gehören Kartoffeln, Zitrusfrüchte, Soja, Getreide und Gemüse. Auch die Viehzucht ist von Bedeutung.